# Vouvouni Bambao
 (mai 2011).
Si vous disposez d'ouvrages ou d'articles de référence ou si vous connaissez des sites web de qualité traitant du thème abordé ici, merci de compléter l'article en donnant les références utiles à sa vérifiabilité et en les liant à la section « Notes et références ».
Pour les articles homonymes, voir Vouvouni.
Vouvouni Bambao est un village qui se situe au centre sud de Moroni, capitale des Comores.  En 2010, sa population est estimée à 3 500 habitants
Le nom Vouvouni vient d'un conte de fées, une belle histoire de deux jolies jeunes femmes venant de la région de Washili en particulier à Itsikoudi. Dont la plus connue est Porodja Wadezi. Ces deux femmes se sont abritées au pied d'un arbre nommé Mvouvou. Hasard de l'histoire, le lieu où se trouvait cet arbre a abrité le premier député de la région, le colon Hector Rivière. Il y a aujourd'hui un édifice important de l'éducation de la région, le Markaz Ibn khaldun. Vouvouni Bambao veut même dire « en dessous de la région de Bambao »[réf. nécessaire].. Peu de temps après, une famille venant du sud de l'île de Ngazidja notamment dans le village Sidjuwu  probablement pour fuir des représailles politico-culturels s'installe non loin du Mvouvou. La famille wahidu s'unit avec la famille fédezi  et développent le village.

## Personnalités
- Fahid le bled'art (1995), chanteur, auteur-compositeur et multi-instrumentiste, est né à Vouvouni Bambao.